# Route départementale 3 (Alpes-de-Haute-Provence)
Pour les articles homonymes, voir Route départementale 3.
La route départementale 3, abrégée en RD 3 ou D 3, est une des Routes des Alpes-de-Haute-Provence, qui relie Sisteron à Digne-les-Bains.

## Tracé de Sisteron à Digne-les-Bains
- Sisteron
- Entrepierres
- Saint-Geniez
- Authon
- Col de Font-Belle, commune du Castellard-Melan
- Col de l'Hysope, commune du Castellard-Melan
- Le Castellard-Melan
- Thoard
- Champtercier
- Les Augiers, commune de Digne-les-Bains
- Digne-les-Bains